# Código do Trabalho
O Código do Trabalho é a base jurídica que rege as relações laborais em Portugal entre trabalhadores e entidades empregadoras. No Brasil o seu congénere é a Consolidação das Leis do Trabalho.
O último Código do Trabalho está plasmado na Lei n.º 7/2009, de 12 de Fevereiro e tem três títulos:
- TÍTULO I - Fontes e aplicação do direito do trabalho
- TÍTULO II - Contrato de trabalho
- TÍTULO III - Direito colectivo

O Código do Trabalho, publicado inicialmente em Diário da República, através da Lei n.º7/2009, tem sido adaptado com as sucessivas alterações desde 2009, estando atualmente complementado através da Lei n.º28/2016, de 23 de Agosto.